# Симолин, Иван Матвеевич
Барон Иван Матвеевич (Иоанн-Матиас) Симолин (нем. Johann Matthias Edler von Simolin; 1720—1799) — русский дипломат, тайный советник из рода балтийских немцев Симолиных.

## Биография и дипломатическая служба
Сын шведского пастора в Або Юхана Симоли́на (?—1753), младший брат Карла Матвеевича Симолина (Карл Густав; 1715—1777), полномочного министра русского двора в Митаве (1767—1777).
Учился в Йенском университете.

### Копенгаген, Стокгольм
В 23 года (1743) был взят на службу в Коллегию иностранных дел в качестве коллегии юнкера, а в следующем году отправлен для исправления должности секретаря посольства в Копенгаген, где русским министром-резидентом был тогда камергер И. А. Корф. В 1745 г. сопровождал барона Корфа в Киль для объявления о совершеннолетии великого князя Петра Фёдоровича, как герцога Голштинского, и для приведения к присяге ему тамошних чиновников.
В 1746 г. вместе с Корфом переведён в Стокгольм, и оставался в должности секретаря посольства при посланнике Н. И. Панине до конца 1752 г., занимаясь при нём тайными контактами с русскими агентами в Швеции. Из-за опасений о том, что узнавшие об этом шведские власти вышлют Симолина из Швеции, он был переведён секретарём посольства в Копенгаген, к уже знакомому ему посланнику И. А. Корфу.
В Копенгагене Симолин проработал до 1757 г., когда на ту же должность переведён был в посольство в Вене.

### Регенсбург, Стокгольм
В конце 1758 г. в чине надворного советника назначен резидентом при германском имперском рейхстаге в Регенсбурге.
В 1761 г. отправлен секретарём посольства в Аугсбург для участия в общеевропейском конгрессе, завершающем Семилетнюю войну. Новый российский император Пётр III в 1762 г. отозвал российскую делегацию, а конгресс, не успевший начать работу, так и не состоялся.
В 1762 г. Симолин снова возвратился в Регенсбург на должность министра-резидента, на которой оставался до 1772 г.
В 1771 г. во время русско-турецкой войны 1768—1774 гг. Симолин назначается дипломатическим агентом при главнокомандующем русской армией графе П. А. Румянцеве, затем, в 1772 г., чрезвычайным и полномочным министром в Дании. В 1773 г., в период пребывания на посту посланника в Дании (1772—74), Симолин успешно занимался разрешением русско-датского конфликта по голштинскому вопросу и подписанием соответствующего соглашения.
В 1774—1779 гг. в чине статского советника был посланником в Швеции.

### Лондон
В 1779—1784 гг. занимал пост посланника в Лондоне. В это время Англия вела войну с восставшими американскими колониями, Францией и Испанией. Симолину было предписано в ходе начавшихся по инициативе английского правительства переговоров о возобновлении англо-русского союза «держаться неопределительных генеральностей», не нарушая общего тона дружественных англо-русских отношений. Эта задача была осложнена декларацией вооруженного нейтралитета, провозглашенного Екатериной II 28.02.1780; ещё до этого во исполнение данных ему инструкций Симолин добился от английского правительства указания королевскому флоту и всем «партикулярным арматорам» не препятствовать «навигации и торговле российских подданных как на российских, так и на нейтральных судах» и возмещения ущерба, причиненного русскому торговому судоходству. Симолин энергично поддерживал также протесты Дании, Швеции, Австрии и Пруссии против нарушения англичанами их морской торговли. За усердную службу при Великобританском дворе Симолин получил чин тайного советника и орден св. Александра Невского.

### Париж, свидетель начала Революции
14 марта 1784 года был назначен послом во Францию и награждён орденом св. Владимира 2-й степени. В Париже он вёл переговоры, приведшие к подписанию русско-французского договора 1787 г. о торговле и мореплавании. Однако переговоры о четверном союзе России, Австрии, Франции и Испании, который русская дипломатия хотела противопоставить тройственному союзу Англии, Пруссии и Голландии, оказались безрезультатными. В 1787 г. благодаря выдающимся дипломатическим способностям Симолина на русскую службу был приглашён знаменитый американец Джон Пол Джонс, кому предназначалось возглавить парусную эскадру Черноморского флота в начавшейся войне с Оттоманской Портой.
Уже в 1787 г. Симолин в своих донесениях отмечал рост внутренних волнений во Франции, однако до лета 1791 г. он поддерживал связь с французским министерством иностранных дел. Дальнейшее развитие революции окончательно разрушило надежды Симолина на дипломатический контакт с Францией, и он был вынужден ограничиться ролью наблюдателя. Донесения Симолина служили для Екатерины II основным источником информации о внутреннем положении Франции и о ходе революции. 7 февраля 1792 года Симолин был отозван из Парижа. Накануне отъезда он имел тайную встречу с Людовиком XVI и Марией-Антуанеттой, которые заявили ему, что единственная их надежда — помощь иностранных монархов.
По словам современника, в Версале и Париже Симолин не пользовался уважением, была значительная разница между ним и его предшественником, князем И. С. Барятинским, которому свойственны были и тон, и манеры вельможи, представителя большой державы. Скряжнический и беспутный образ жизни Симолина всем не нравился. Он был на всех аукционах и постоянно имел дело с биржевыми маклерами, чем старался увеличить свое состояние, которое и без того было значительным, а его жалованья и доходов, было вполне достаточно, чтобы жить с достоинством. В Париже он совершенно открыто жил с вдовой одного виноторговца и отношения свои выставлял напоказ без малейшего стеснения, что общество громко осуждало.

### Вена
На пути в Петербург Симолин остановился в Вене, где передал императору Леопольду II и канцлеру В. А. Кауницу письма Марии-Антуанетты. В последующие годы Симолин в качестве русского дипломатического агента находился при войсках антифранцузской коалиции. Екатерина II повелела ему состоять в ведомстве Иностранной Коллегии и вместе с тем быть президентом Юстиц-коллегии лифляндских, эстляндских и финляндских дел.
Скончался в Вене, до самой смерти сохранив за собой пост полномочного министра во Франции: в 1798 он был назначен послом в Испанию, но к месту службы не выезжал.